# Parametri concentrati
Un dispositivo si dice a parametri concentrati quando presenta una grandezza fisica di valore trascurabile rispetto al valore della stessa grandezza riferita al sistema fisico in cui tale dispositivo agisce. Tale proprietà permette di modellare il comportamento di sistemi distribuiti nello spazio con una topologia consistente di entità discrete. È un approccio usato in elettrotecnica, termodinamica, meccanica e acustica.

## Elettrotecnica
Un sistema elettromagnetico costituito da dispositivi, collegati tra loro, che soddisfino ragionevolmente l'ipotesi dei parametri concentrati  può essere studiato trascurando la geometria del circuito e considerando solo la sua topologia, ovvero la forma del grafo corrispondente, sostituendo le equazioni di Maxwell con le più semplici leggi di Kirchhoff. Dal punto di vista del campo elettromagnetico infatti gli elementi concentrati sono singolarità puntuali, cioè hanno dimensioni fisiche trascurabili.
Quindi, un circuito elettrico è detto a parametri concentrati (o a costanti concentrate) se è costituito da dispositivi "abbastanza piccoli" rispetto alla minima lunghezza d'onda di una qualsiasi grandezza elettrica misurata su di essi.
In questo caso è possibile trascurare i tempi di propagazione dei segnali e le grandezze elettriche fondamentali, tensione e corrente, risultano ben definite in ogni istante per ogni punto del circuito.

## Termodinamica
Un sistema termodinamico in cui si realizza uno scambio di calore fra un corpo e l'ambiente soddisfa l'ipotesi di parametri concentrati se il numero di Biot associato al sistema è minore di un certo valore, stabilito arbitrariamente ed in generale non superiore a qualche frazione dell'unità (tipicamente un decimo). Ciò permette di semplificare la soluzione analitica dell'andamento della temperatura, ricavata dall'equazione generale di conduzione, rimuovendo la dipendenza della temperatura dalle coordinate spaziali, che dunque rimane funzione solo della variabile temporale.
{\displaystyle Bi={\frac {hL}{k_{s}}}<0.1\longrightarrow T(r,t)\Rightarrow T(t)}
in cui {\displaystyle L} è la lunghezza caratteristica del corpo, {\displaystyle h} è la costante di scambio convettivo e {\displaystyle k_{s}} la conducibilità termica del corpo.
{\displaystyle L={\frac {V}{A}}}
con {\displaystyle V} il volume e {\displaystyle A} la superficie del corpo stesso.